# Kočevski Rog
Kočevski Rog (skraćeno Rog, nemački Hornwald) je kraška visoravan i deo Kočevskog gorja iznad Čermošnjičke doline, u opštini Kočevje, koja pripada području Dolenjska u jugoistočnoj Sloveniji između Ljubljanske kotline i granice s Hrvatskom (u području Žumberka). 

## Geografske karakteristike Kočevskog Roga
Kočevski Rog je naziv za više od pet stotina kvadratnih kilometara razuđenog kraškog područja između Kočevsko-Ribničkog polja, Suve krajine, Novomestanske kotline i Bele Krajine, sa najvećim planinskim vrhom Veliki Rog visokim 1.099 m. 

### Klima
Klima na Rogu je hladna i vlažna zbog mešanja alpskih, mediteranskih i kontinentalnih vazdušnih struja. 

### Vodotoci
Najveći vodotok je pogranična reka Kupa, ali je ona na krajnjem južnom odobu Koćevskog Roga. Rečica-ponornica Rinža je glavni vodotok u Kočevskom polju.

### Flora i fauna
Flora
Šume su uglavnom jelove i bukve, a najvažnije vrste drveta su:
- jela,
- bukva,
- smreka,
- javorov,
- brest,
- jesen,
- lipa,
- divlja trešnja.

U Kočevskom Rogu su nekada postojale i tri prašume.
Fauna
U očuvanom prirodnom okruženju Kočevskog Roga preživele su tri najveće evropske zveri (vuk, medved i ris), papkari, ptice, sove i druge divlje životinje. 

### Stanovništvo
Životni uslovi na prostoru Kočevskog Roga su surovi, tako da je ljudski uticaj donedavno bio mali. Naime teško prohodna i oštra klima na ovom prostoru, bila je neuslovna za život u ovoj oblast, pa ona nije bila gušće naseljen sve do 14. veka. Tada su Kočevski Rog naselili nemački kolonisti, koji su potom sve do Drugog svetskog rata formirali kulturni krajolik, sa više od 90% šumskog zemljišta. 
Danas na Kočevskom Rog živi nekoliko stotina stalnih stanovnika.

### Privreda
Tradicionalne privredne djelatnosti na Kočevskom Rogu su poljoprivreda, šumarstvo (pre sto godina više od polovine slovenačkog drvenog uglja je ćaren u Rogu), a danas su glavne privredne delatnosti i lov i (lovni) turizam. 
Kočevski Rog danas, predstavlja jedno od retkih ostrva očuvane prirode u Sloveniji i srednjoj Europi.

## Istorija

### Srednji i novi vek
Ovo područje, poznato na nemačkom kao Gottschee (danas Kočevje), naseljeno je krajem 14. veka prvo od strane koruških grofova Ortenburga a zatim i Kočevskih Nemaca sa Ortenburških imanja u Koruškoj, Tirolu, kao i drugim doseljenicima koji su došli iz austrijskih i nemačkih eparhija Salcburg, Briken i Freising. 
Po dolasku na Kočevski Rog doseljenici su očistili prazno i raskrčili šumovito zemljište i osnovali gradove i ruralna naselja. Područje Kočevskog Roga, ovom kolonizacijom trebalo je da postane Gotchechee, strateški deo Svetog Rimskog Carstva još od 800. godine. Osnovano je i nekoliko važnih utvrđenja, koja su 1471. godine dobila svoj opštinski statut i pečat grada. 
Tako je nastala Kočevska etnička i jezička oblast koja se sastojala od više od 180 sela organizovanih u 31 grad i župu.
Stanovnici Kočevskog Roga počeli su da emigriraju iz svoje domovine oko 1870. godine, a većina je otišla u Sjedinjene Države.

### Kraljevina Jugoslavija
Raspasom Habsburške monarhije 1918. godine, odlazak stanovništva je ubrzan, jer je Kočevaki Rog postao deo novonastale Kraljevine Jugoslavije, a stanovnici Kočevskog Roga transformisali su se iz vladajuće Austroustrougarake (i vladajuće grupe na prostoru Kočevskog Roga) u etničke manjine u velikoj slovenskoj državi.
Tridesetih godina 20. veka, u periodu jačanja Nacionalsocijalizma u Nemačkoj, neke vođe Kočevske zajednice iz redova Nemaca usvojile su nacizam kao svoju ideologiju i tražile repatrijaciju u Rajh pre invazije Vehrmahta 1941. godine. Međutim bilo je i pripadnici Kočevske zajenice koji nisu bili zainteresovan za ponovno spajanje sa Velikom Nemačkom ili pridruživanje nacistima. Oni su uveliko bili integrisani u Slovenačko društvo i dobro se slagali sa slovenačkim susedima, sa kojima su se često i međusobno venčavali i tako postali dvojezični, zadržavajući pri tome svoj germanski jezik i običaje još od njihovog dolaska u Kočevsku regiju krajem 14. veka. 
Nakon napada na Kraljevinu Jugoslaviju 1941. godine područje Kočevskog roga po teritorijalnoj podeli okupirane Kraljevine Jugoslavije od strane okupatora, pripalo je Italiji. Zato su se kočevski Nemci, koji su tradicionalno više vekova nastanjivali Koćevski Rog, u zimu 1941/42 preselilu u dolinu reke Save, odakle je nekoliko meseci ranije deportovano više od 46.000 Slovenaca.
Nakon dogovora između Benita Musolinija i Adolfa Hitlera, Koordinacioni centar etničkih Germana (VoMi) počeo je da planira „preseljenje" (prisilni odlazak) iz talijanske okupacione zone u Brežice (nemački Ranner Dreieck) i Donjou Štajersku između ušća reka Krke, Sutle i Save od leta 1941. Da bi se postigao taj cilj, trebalo je da Nemci obezbede smeštaj za „kočevske doseljenike", pa je oko 46.000 Slovenaca u regionu Brežica i doline Sav, Krke i Sutle bilo prisilno deportovano u istočnu Nemačku radi potencijalne germanizacije ili prisilnog rada, počevši od novembra 1941. godine. 
Propagande koji ja je bili usmerena na Kočevske Nemce ali i na Slovence, neprestano im je obećavala ekvivalentno poljoprivredno zemljište u Nemačkoj zoni za zemlju, napuštenu u Donjoj Štajerskoj. 
Nakon što su Kočevljani dobili pasoše Rajha transportovani su na područje Brežica, odmah nakon što su prisilnog odseljeni Slovenaci. Većina Kočevljana je pobegla sa prostora Kočevskog Roga zbog prisile i pretnji, jer je VoMi morao da ispuni zadati rok za masovno iseljenje do 31. decembra 1941.godine. 
Mnogi Koševci koji su se preselili u reon Brežica primilisu poljoprivredno zemljište i domaćinstva, koja su bila lošijeg kvaliteta od njihovih, a mnogi su bili u rasuti po citavoj Sloveniji zbog naglog prisilnog proterivanja Slovenaca. 
Od vremena njihovog dolaska u nove krajeve pa do kraja rata, Kočevljani su bili maltretirani i ponekad ubijani od strane Titovih partizana. Tako je pokušaj preseljenja Kočevaca bio skup, neracionalan i neuspešan pkušaj za nacistički režim, budući da je bilo potrebno dodatno ljudstvo za njihovu zaštitiltu od partizana.

### Kočevski rog u NOB
Prva grupa partizana na Kočevskom Rogu se pojavila avgusta 1941. godine, da bi maja 1942. na prostoru Dolenjske, Notranjske i Bele Krajina nastala velika oslobođena teritorija. Rog je tako postao centar pokreta otpora, a na Kraljevom kamenu do karaja avgusta 1942. godine delovalo je rukovodstvo pokreta otpora. 
Kočevski Rog - Baza 20
Nakon velike italijanske ofanzive u leto 1942. (nazivane Roška), rukovodstvo NOP se povuklo u Polhograjske dolomite, da bi se ponovo vratilo i u Kočevskom Rogu osnovalo „Bazu 20”, partizansko političkog rukovodstva u kome je ono radilo i živjelo do decembra 1944. godine, kada se preselilo u Črnomelj. 
Za to vreme u „Bazu 20” na Koćevskom Rogu je uspostavljeno 26 kasarni, u kojima je bilo oko 140 političara i boraca. U međuvremenu odlučeno je da se na Kočevskom Rogu osnuju partizanske bolnice, radionice, škole, štamparije i skladišta.
Partizanska „Baza 20” osnovana je на Kočevskem Rogu u leto 1942 i na tom prostoru radila је sve do 1944. godine. Ovu lokaciju, zbog teške pristupačnosti Kočevskog Roga izabrali su dr Pavel Lunaček i dr Marijan Brecelj. Iako prve stalne kasarne nisu izgrađene na ovom području do aprila 1943. godine, baza je funkcionisal već u vreme italijanske ofanzive 1942. godine.
Sve do kapitulacije Italije, 9. septembra 1943. godine, izgrađeno je trinaest baraka. Pored onih za članove uprave, napravljena su i barake za političkog sekretara IO OF, političkog komesara IO OF, radiotelegrafaska baraka, stražarska baraka radionicu, kuhinja i barake za kuhinjsko osoblje. Godine 1944. izgrađene su dve barake Vrhovnog plenuma OF, zatim kuhinjsko skladište, radiostanica, odvojena kuhinja, baraka za bezbednosni bataljon, elektranu, baraka za štampariju i propagandno odeljenje i dodatnih šest baraka za rukovodstvo OF, CK KPS i AGITPROP.
Broj stanovnika u Bazi 20 iz meseca u mesec konstantno je rastao. Tako je u leto 1944. godine u njoj živelo oko 140 ljudi, a u jesen 1944. prema nekim procenama, bilo je 180.
Krajem 1943. godine, Baza 20 je uključivala kompleks od 26 kasarni, u kojima su živeli i radili Članovi Izvršnog odbora Oslobodilačke fronte, Vrhovnog plenuma Oslobodilačkog fronta, Centralnog komiteta Komunističke partije Slovenije, Antifašističkog veća nacionalnog oslobođenja (AVNOJ), Komisije za agitaciju i propagandu, urednika novina i ostalih boraca. Sve u svemu u njoj je živelo i radilo ljudi među kojima je bilo i mnogo poznatih imena, poput Edvarda Kocbeka, Borisa Kidriča i drugih.
Među dva najznačajnija događaja koja su se odigrali u Bazi 20 spadaju: Sednica Skupštine delegata slovenske nacije u Kočevju i Sednica Slovenskog narodnog oslobodilačkog veća (SNOS) u Črnomlju, kao dva najznačajnija događaja ratne istorije i slovenačke državnosti. 
Položaj baze ostao je neotkriven do kraja rata (čak nije otkrivena ni za vreme nemačke ofenzive 1943. godine), ali je štab iz bezbednosnih razloga u decembru 1944. ipak prešao u Črnomelj.
Slovenačka centralna vojnopartizanska bolnica Kočevski Rog
Zabrinutost za sudbinu ranjenike kod rukovodstva NOP Slovenije rezultovala je idejom da na sastanku partijskih lekara početkom juna 1942. godine u Tisovcu, odluče da pristupe organizovanom lečenju ranjenika i bolesnika. Neposrednu organizaciju oko osnivanje bolnice preuzeo je dr Pavel Lunaček-Igor. 
Tako je nastala prva partizanska bolnica na Kočevskom Rogu koja je počela sa radom u junu 1942. godine u Auerspergovoj lugarskoj kolibi na Daleč hribu. Iako je ova bolnica dobila naziv Centralna bolnica, ona je bilo prvenstveno bila manja bolnica namenjena za lečenje ranjenike, ali ne i za bolesnike, stanovništvo i porodilje. 
Iako je blnica Daleč hribu, ubrzo po osnivanju spaljena u velikoj Petoj italijanskoj ofanzivi, ona je predstavljala osnovu za dalje širenj sistema partizanskih bolnica pod nazivom „Slovenska centralna vojno partizanska bolnišnica (SCVPB)”, koja su po osnivanju delovala na području prečnika od 15 km, na širem prostoru Kočevskog Roga. SCVPB se sastojala od skrivenih ili konspirativnih odeljenja koji su radili pod zajedničkom upravom.
Hronologija osnivanja bolnica
Nakon osnivanja bolnice na Daleč hribu juna 1942. godine, sledilo je građene sledećih konspirativnih bolnica i njihovih odeljaka — bolnica: 
- Oktobra 1942. — bolnica Jelenbreg i Jelenžleb;
- Leto 1943. — bolnica Vinica, Spodnje Lašče, Pugled, Jelendol, Stari Log, Zgornje Lašče, Lesen Kamen, Gaj, Zgornji Hrastnik in Spodnji Hrastnik;
- Leto 1944. — bolnice Ajdovec,
- Mart 1945. — pod upravu SCVPB priključila se i Slovenska vojno partizanska bolnišnica Bobovec (SVPB-B), koja je u svom sastavu imala odeljke: Kremen, Bobovec, Barje i Borovec.[3]

Briga o zdravstvenom stanju partizana na Kočevskom Rogu predstavljala je najviši stepen organizovane zdravstvene zaštite u ratnim uslovima i brige za ranjenike među evropskim pokretima otpora Drugog svetskog rata. U skrivenim ratnim zonama u izgrađenim i skrivenim bolnicama i s obzirom na ratne uslove, dobro opremljenim i dobro održavanim pacijenti i ranjenici su bilo pod medicinskim nadzorom brže, i nisu bili izloženi svakodnevnim naporima borbenih jedinica.
Prva barake za ranjenike bila je niska, sa spojenim ležajevima za bolesnike, sazidane od grubih zaobljenih trupaca i materijala iz okolnog napuštenog sela Kočevja. Druga baraka je bila svetla, sa velikim prozorima, pećima za grejanje i svom ostalom neophodnom opremom. Kasnije su u bolnicama nadograđivane barake za osoblje, operacione sale, kuhinje sa skladištem hrane i skrivenim bunkerima za vanredne situacije.
Da bi sakrili tragove do bolnice, partizani su koristili lestvice za podizanje, kamene ploče ili panjeve, nakon što bi napustili stazu i tako skriveno stizali do bolnice. Zimi, kada je skrivanje staze bilo veoma teško, neke bolnice su u jesen donosile zalihe hrane i lekova, a iz bolnica niko nije mogao da ode sve dok sneg ne okopni.
Danas se od gomile partizanskih objekata u Rogu čuva samo „Baza 20” i bolnice Jelendol i Zgornji Hrastnik. Svi objekti su osigurani kao spomenici od nacionalnog značaja.

### Masakr na Kočevskom Rogu krajem 1945.
Serija pokolja u blizini Kočevskog Roga, odigrala se krajem maja 1945. godine, kada su jedinice jugoslovenskih partizana izvršile streljanje Slovenačkih domobrana, pripadnika Srpskog dobrovoljačkog korpusa, četnika, ustaša, Hrvatskih domobrana, i pripadnika nemačkih i italijanskih trupa, ali i određen broj civila. Streljanja su vršena bez zvaničnih optužbi ili prethodnog suđenja.
Žrtve su bacane u jame i pećine, na Kočevskom Rogu koje su kasnije zatrpane eksplozivom. Tačan broj žrtava se nezana (navodi se između 10 i 12 hiljada prema nekim izvorima), pretežno ratnih zarobljenika vraćenih iz britanske vojne oblasti u Austriji, u koje su izbegli. 
U knjizi „Kočevje: Titov najveći zločin” istoričar Borivoje Karapandžić procenjuje da je ukupan broj žrtava iznosio oko 18.500 — od toga:
- 12.000 Slovenačkih domobrana,
- 3.000 pripadnika Srpskog dobrovoljačkog korpusa,
- 1.000 crnogorskih četnika,
- 2.500 Hrvatskih domobrana.[6] Karapandžićeva procena je ponovo iznesena u drugoj novijoj knjizi koju je štampala grupa istoričara na slovenačkom i italijanskom jeziku.[7]

## Spoljašnje veze
- Nemci se sploh niso zavedali, da so bili čisto blizu (језик: словеначки)